# Dhawang
Dhawang (nepalski: धवाङ) – gaun wikas samiti w zachodniej części Nepalu w strefie Rapti w dystrykcie Rolpa. Według nepalskiego spisu powszechnego z 2011 roku liczył on 894 gospodarstwa domowe i 4901 mieszkańców (2618 kobiet i 2283 mężczyzn).